# Avenue César-Caire
L’avenue César-Caire est une voie du 8e arrondissement de Paris. 

## Situation et accès
Elle commence place Saint-Augustin et se termine au 11, rue de la Bienfaisance.
Le quartier est desservi par la ligne 9 du métro à la station Saint-Augustin.

## Origine du nom

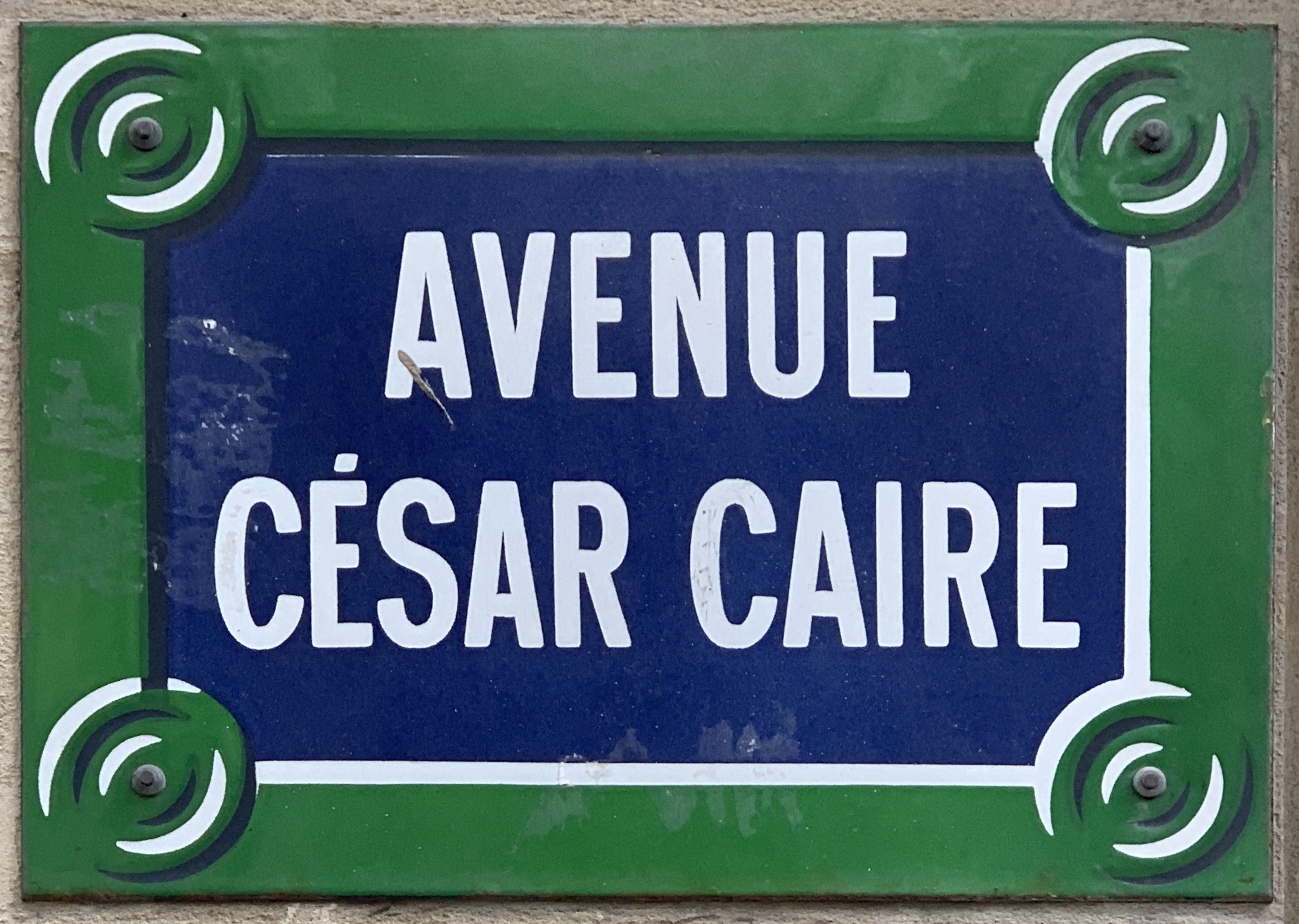
Plaque de l'avenue.

Cette voie rend hommage à César Caire (1861-1930), avocat et président du conseil municipal de Paris.

## Historique
L’avenue César-Caire a été ouverte par un décret du 30 juin 1859, en même temps que la rue Portalis, sous le nom d'« avenue Portalis ». 
Elle prend sa dénomination actuelle par un arrêté du 5 avril 1933.

## Bâtiments remarquables et lieux de mémoire
- No 2 (aussi au 8, place Saint-Augustin) : Cercle militaire interarmes (voir « rue de la Pépinière »).
- No 6 : hôtel de Gadagne (façade symétrique du 18, place Henri-Bergson). Centre médical COSEM.
- No 8 : presbytère de Saint-Augustin.